# 阿蒂斯特點 (印地安納州)
阿蒂斯特點（英語：Artist Point）是位於美國印地安納州克勞福德縣的一個非建制地區。該地的面積和人口皆未知。

## 地理
阿蒂斯特點的座標為38°09′39″N 86°22′14″W / 38.16083°N 86.37056°W，而該地的平均海拔高度為211米（即692英尺）。